# Ousmaila Baba
Ousmaila Baba, né le 26 septembre 1986 à Garoua au Cameroun, est un footballeur international camerounais qui évolue au poste de milieu offensif au Club Sportif sfaxien après avoir été transféré de son club originaire Cotonsport Garoua lors du mercato hivernal 2008.
Lors du mercato estival 2009, il est passé sous forme de prêt à El Gawafel sportives de Gafsa.
Il revient à son club formateur lors de la saison 2010-2011.

## Palmarès
- En 2008 il est finaliste de la Ligue des champions de la CAF avec son ancien club Cotonsport Garoua perdue contre Al Ahly SC
- Vainqueur de la Coupe de Tunisie de football avec le Club Sportif sfaxien en 2009